# 1231 w polityce

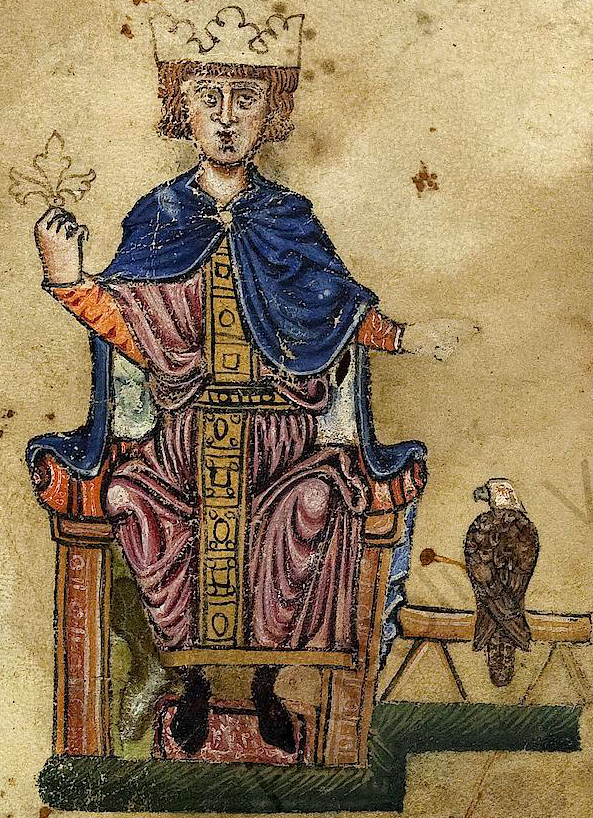
Cesarz Fryderyk II Hohenstauf

Wydarzenia polityczne w 1231 roku.

## Wydarzenia
- Walijski władca Llywelyn ap Iorwerth zwany Fawr (Wielki[1]) podejmuje wyprawę wojenną na południe kraju[2].
- Cesarz Fryderyk II Hohenstauf wydaje kodeks praw dla Sycylii Liber Augustalis[3].
- Pomorze Zachodnie stało się lennem Brandenburgii[4].
- Początek podboju Prus przez Krzyżaków[5][6].
- Henryk I Brodaty zajął Kraków[5][6].
- Azerbejdżan podbity przez Mongołów[4].

## Urodzili się
- John de Warenne, earl Surrey[7].

## Zmarli
- 28 sierpnia Eleonora portugalska, królowa Danii[8].
- Władysław III Laskonogi, próbując zgwałcić niemiecką służkę[5].